# Turkmenische Davis-Cup-Mannschaft
Die turkmenische Davis-Cup-Mannschaft ist die Tennisnationalmannschaft Turkmenistans, die das Land im Davis Cup vertritt.

## Geschichte
Turkmenistan nahm 2004 erstmals am Davis Cup teil und verlor die ersten 14 Begegnungen. Den ersten Sieg konnte die Mannschaft 2007 gegen Bahrain erzielen. Das Team spielte bisher ausschließlich in der Kontinentalgruppe IV der Ozeanien-/Asienzone und konnte 2012 erstmals das Playoff für die Kontinentalgruppe III erreichen, wo es jedoch Kambodscha mit 0:3 unterlag.
Erfolgreichster Spieler ist Aleksandr Ernepesov mit 21 Siegen und 18 Niederlagen.